# Giacinto Gigante

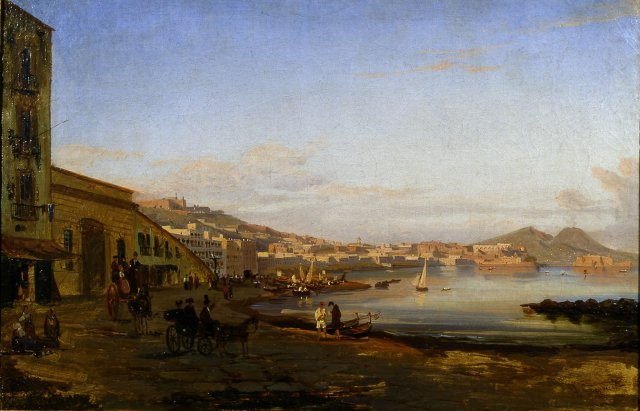
De haven van Posillipo, ca. 1844, Galleria nazionale d'arte moderna e contemporanea, Rome

Giacinto Gigante (Napels, 11 juli 1806 – aldaar, 29 november 1876) was een Italiaans kunstschilder. Hij werd aanvankelijk opgeleid door zijn vader, de landschapschilder Gaetano Gigante. Ook zijn broers Achille en Ercole en zijn neef Alberto Vianelli waren landschapschilders.
Giacinto Gigante werd opgeleid in de stijl van de Duitse Jakob Philipp Hackert, die ook zijn vader had beïnvloed. In 1820 maakte hij kennis met de eveneens Duitse schilder Jakob Wilhelm Huber (1787 – 1871), die hem de techniek van het aquarelleren bijbracht en van wie hij onder meer het gebruik leerde van de camera lucida als hulpmiddel bij het weergeven van perspectief. In Hubers atelier maakte hij in 1821 kennis met de Nederlandse schilder Antonie Sminck Pitloo. Hij werd vervolgens een leerling van Pitloo, de oprichter van de zogeheten School van Posillipo, een groep romantische landschapschilders die werkten in de open lucht (en plein air, een gewoonte die pas later zou worden aangewend door de Franse impressionisten. Hij werd een van de belangrijkste vertegenwoordigers van die school.
In 1823 schreef hij zich in bij het Koninklijk Instituut voor de schone kunsten in Napels en won daar al spoedig een prijs. In 1826 waren vier van zijn werken aanwezig op de eerste Esposizione di Belle Arti. Zijn faam nam toe en nadat hij bevriend raakte met de Russische landschapschilder Sylvester Shchedrin (1791 - 1830), die eveneens behoorde tot de School van Posillipo, ontvang hij talloze opdrachten van Russische aristocraten.
Hij werkte enige tijd in Rome, maar keerde in 1837, na de dood van Pitlo, terug naar Napels.
In 1848 ontvluchtte hij Napels als gevolg van de opstanden die onder Ferdinand II der Beide Siciliën vanaf Sicilië naar de stad waren overgeslagen en zocht hij zijn heil enige tijd in Sorrento. Na zijn terugkeer kreeg hij een aanstelling aan het hof die duurde tot 1855. Daarna specialiseerde hij zich verder in de aquarelkunst.